# Panaji
Panaji (पणजी) of Panjim of Pangim is de hoofdstad van de Indiase deelstaat Goa. De stad ligt in het district Noord-Goa en de taluka Tiswadi. Panaji heeft een stedelijke bevolking van 58.785 inwoners (2001) en een agglomeratie van 98.915 (2001). De stad ligt aan de Arabische Zee in het zuidwesten van India. De stad was tot 1987 de hoofdstad van het unieterritorium Goa, Daman en Diu, dat in dat jaar opgesplitst werd in Goa en Daman en Diu. Oud-Goa is bekend om haar Portugese koloniale gebouwen, een overblijfsel van de eeuwenlange Portugese overheersing.

## Bezienswaardigheden
- Katholieke kerk Nossa Senhora da Imaculada Conceição
- Adil Shah paleis (Idalção palácio), nu Goa State Museum
- The Institute Menezes Braganza
- De wijk Fontainhas
  - Kapel São Sebastião
- Mahalaxmi tempel
- Kala Academy
- Rivierboten met casinos op de rivier de Mandovi

### Natuur
- Miramar strand
- Bambolim strand
- Dona Paula strand
- Salim Ali Bird Sanctuary, natuurgebied met zeldzame en beschermde vogels in de delta van de rivier de Mandovi

## Galerij

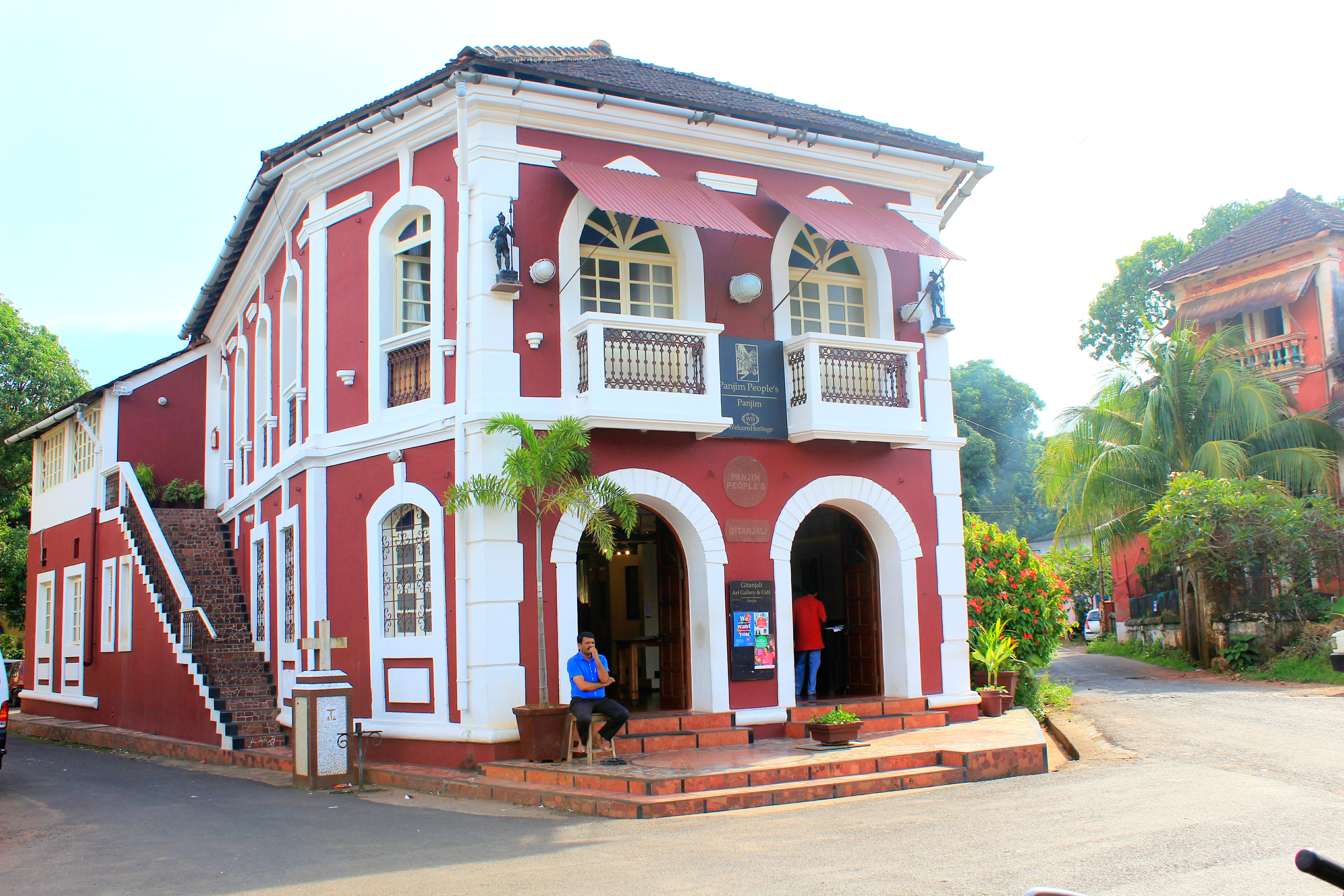
Gitanjali Gallery in Panaji
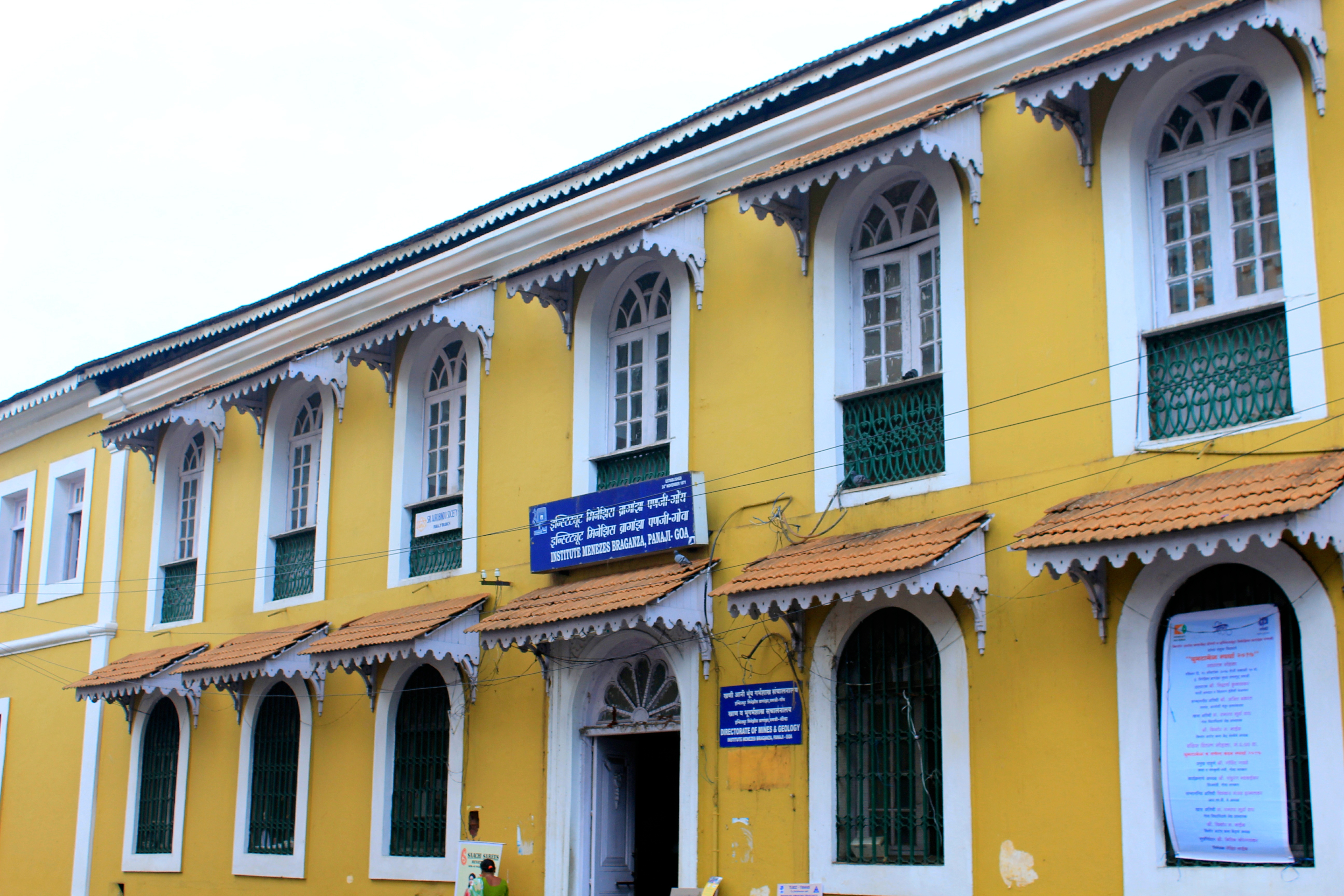
The Institute Menezes Braganza in Panaji
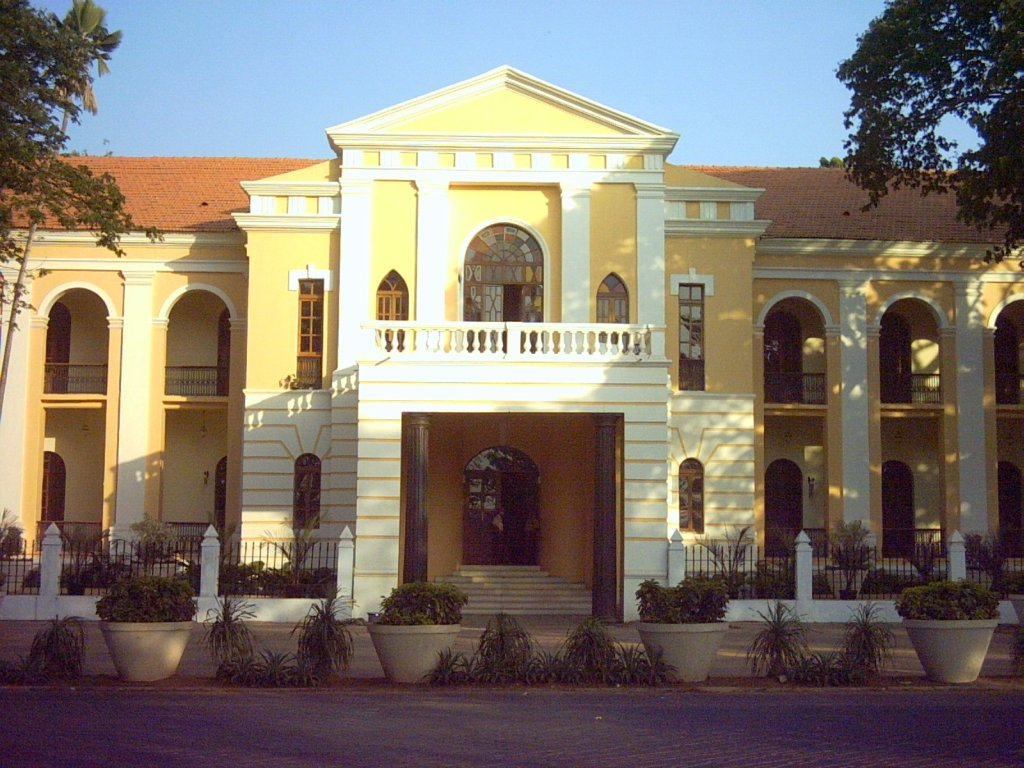
Het oude hoofdgebouw van Goa Medical College in Panaji
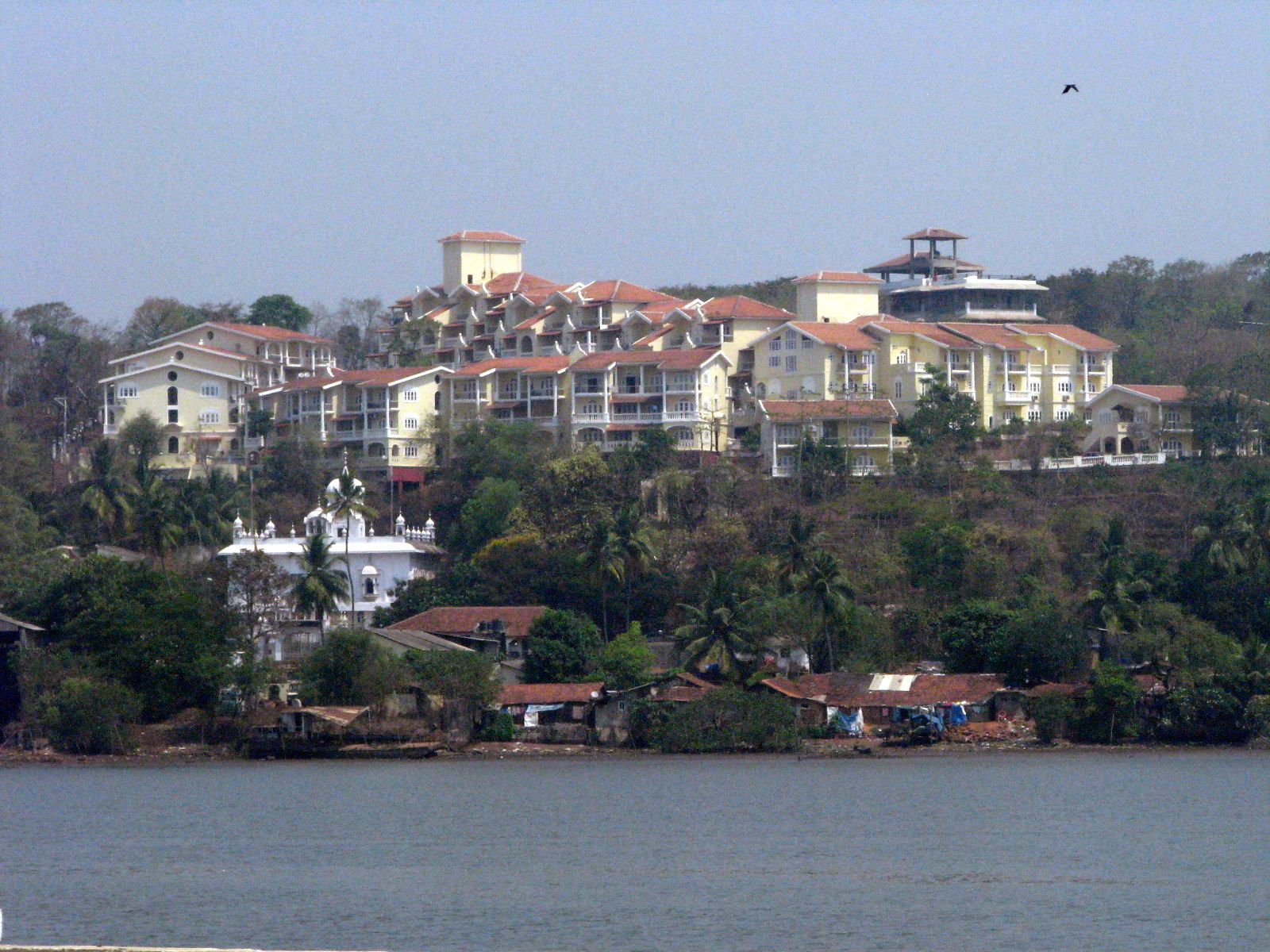
Villa Paradiso